# Kreismuseum Syke

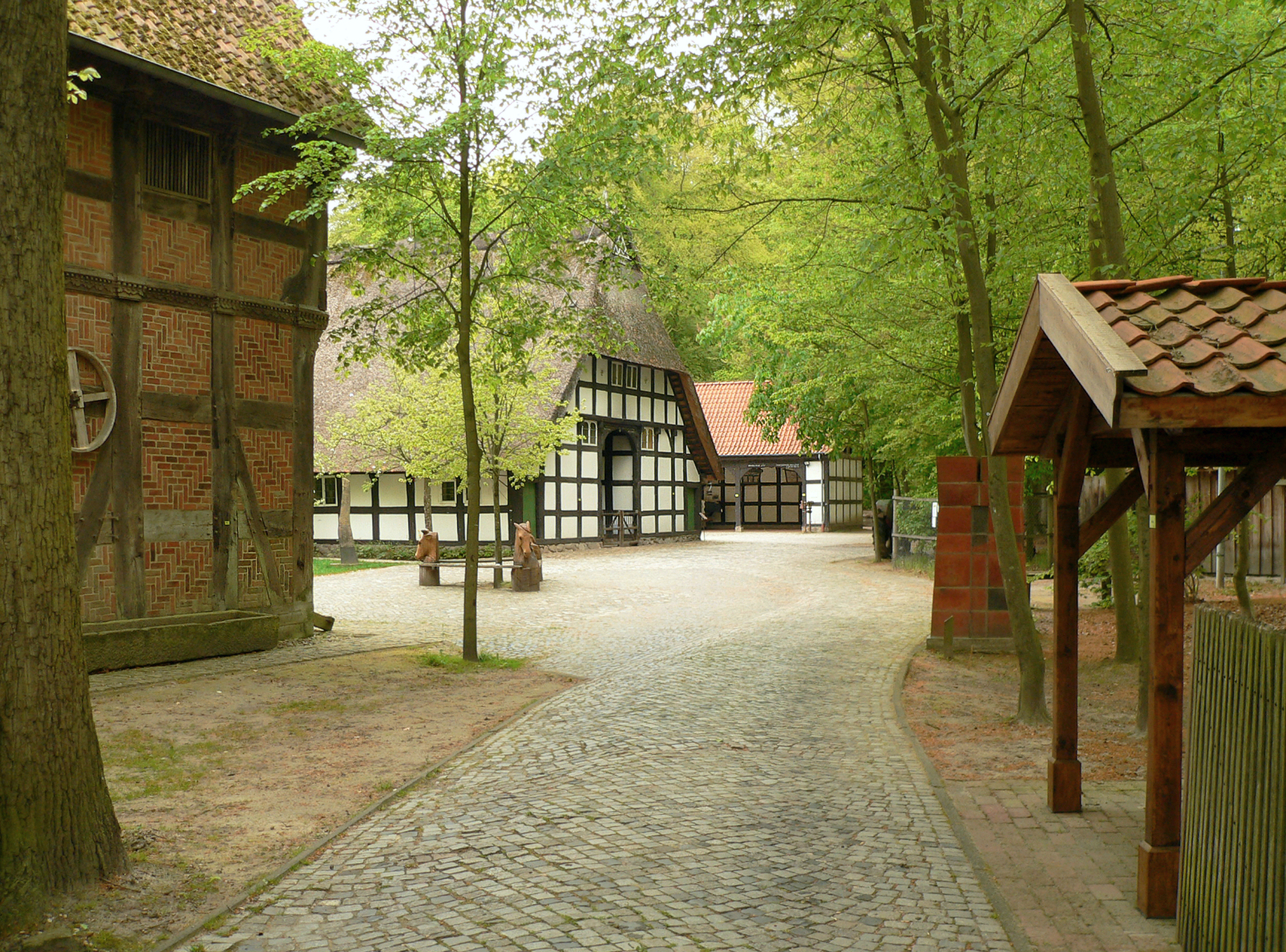
Eingangsbereich des Kreismuseums Syke

Das Kreismuseum Syke in Syke ist ein Regional- und Freilichtmuseum in der Trägerschaft des Landkreises Diepholz. Zum Kreismuseum gehören das Forum Gesseler Goldhort und das Dümmer-Museum in Lembruch.

## Geschichte

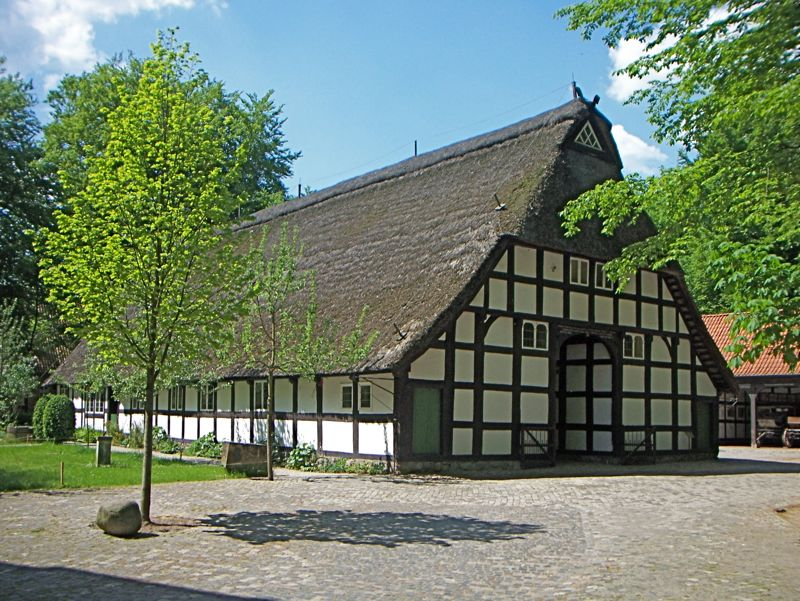
Das 1747 in Hackfeld errichtete Bauernhaus war 1938 das erste Museumsgebäude

### Vorgeschichte
Im Landkreis Grafschaft Hoya kamen im Zuge der Heimatbewegung Anfang des 20. Jahrhunderts Bestrebungen auf, örtliche Heimatmuseen zu gründen. In der Folge richteten Pastoren und Lehrer kleinere Museen in Barrien, Heiligenfelde und Vilsen ein. Während der Zeit des Nationalsozialismus trat 1935 ein Ministerialerlass in Kraft, demzufolge nur noch größere Museumseinrichtungen zu betreiben sind, um eine Zersplitterung der Heimatpflege zu verhindern. 1936 fand eine Besprechung zur Gründung eines Kreismuseums statt, an der der Landrat des Landkreises, der Syker Bürgermeister sowie der Kreishandwerks- und der Kreisbauernführer teilnahmen. 

### Gründung
1937 gründeten der Landkreis und die Stadt Syke das heutige Kreismuseum unter der Bezeichnung Heimathaus – Museum für den Kreis Grafschaft Hoya in Syke. Leiter wurde der Lehrer Bernhard Dierking (1900–1963), der zuvor das Heimatmuseum in Heiligenfelde eingerichtet hatte.
Als Museumsgebäude erwarb die Stadt Syke 1937 ein niederdeutsches Hallenhaus in Hackfeld, das 1938 zum Museumsstandort in Syke transloziert wurde. Für die Museumsausstellung in dem Gebäude wurden die Sammlungen der bereits bestehenden Heimatmuseen in Barrien, Heiligenfelde und Vilsen übernommen. Die für August 1939 vorgesehene Museumseröffnung fiel offenbar wegen des Beginns des Zweiten Weltkriegs am 1. September 1939 aus. Obwohl die Museumsausstellung noch nicht vollständig war, erhielt die Öffentlichkeit ab 1943 begrenzten Zugang. In der Nachkriegszeit wurde das Museumsgebäude als Wohnraum und Lager genutzt, wodurch Verluste und Beschädigungen an den Sammlungen eintraten.

### Neubeginn 1950
Erst 1950, nachdem die Nutzung des Museumsgebäudes als Wohnraum beendet war, setzte die Museumsarbeit wieder ein. Der Leiter Bernhard Dierking strebte ein Freilichtmuseum in der Art eines Hoyaer Bauerngehöfts aus dem 18. und 19. Jahrhundert an, wofür ihm das Museumsdorf Cloppenburg als Vorbild diente. Die enormen Ab- und Aufbaukosten bei der Versetzung von historischen Gebäuden stoppten die Ausbaupläne des Museums. Erst 1953 kam ein Speicher aus Ochtmannien hinzu, der 1723 erbaut wurde. 1977 wurde ein dreigeschossiger Speicher des Meierhofs in Wührden bei Bücken erworben und auf dem Museumsgelände wiederaufgebaut. 1980 entstand ein moderner Bau für die Museumsdauerausstellung.
Durch die Kreisreform von 1977 wurde die Museumseinrichtung zum Kreismuseum für den neu gebildeten Landkreis Diepholz.

## Beschreibung
Das  Museum liegt am nördlichen Ortsausgang von Syke direkt an der B 6 in Richtung Barrien und Bremen. Das von Wald umgebene Museumsgelände liegt im Krendelholz, einem Ausläufer des Friedeholz. 
Auf dem 1,3 ha großen Gelände stehen über zehn historische Gebäude. Dazu zählen ein niederdeutsches Hallenhaus von 1747, ein kleiner Speicher von 1723 und ein großer Speicher von ca. 1612, eine Wagenremise, ein Ackerbürgerhaus von 1808, eine Durchfahrtscheune von 1802, ein Göpelhaus, ein Stellmachergebäude von 1860, ein Schafstall aus der Zeit um 1700 und ein Backhaus von 1606. Das Hallenhaus und die Speicher stehen unter Denkmalschutz.
Im Jahr 2002 hatte das Museum 55.000 Besucher. Mit der Erhebung von Eintrittsgeld im Jahr 2003 verringerte sich die Besucherzahl auf 40.000. Für den Zeitraum von 2010 bis 2017 war das Museum mit dem Gütesiegel Registriertes Museum ausgezeichnet. Das Kreismuseum gehört zu den vom Niedersächsischen Kultusministerium anerkannten außerschulischen Lernstandorten in einer Bildung für nachhaltige Entwicklung (BNE) in Niedersachsen. Das Museum arbeitet im Rahmen der „Vergleichenden Regionalforschung“ eng mit dem Museum im Zeughaus in Vechta zusammen.

### Hauptgebäude
Das Hauptgebäude wurde als niederdeutsches Hallenhaus 1747 für einen Geestbauern in Hackfeld errichtet. Es wurde 1938 abgebaut und in Syke als erstes Gebäude des damaligen Heimatmuseums wieder aufgebaut. Im Gebäude geht die sechsfachige Diele ohne Trennung in das zweifachige Flett über. Die Ständer der Herdwand sowie die Ständer der äußeren Kammerfachwand reichen zweigeschossig bis zur Decke des Schüttbodens. Über der Toreinfahrt steht auf einem Balken eine Hausinschrift, die das Gebäude auf das Jahr 1747 datiert.

### Ausstellung und Aktionen

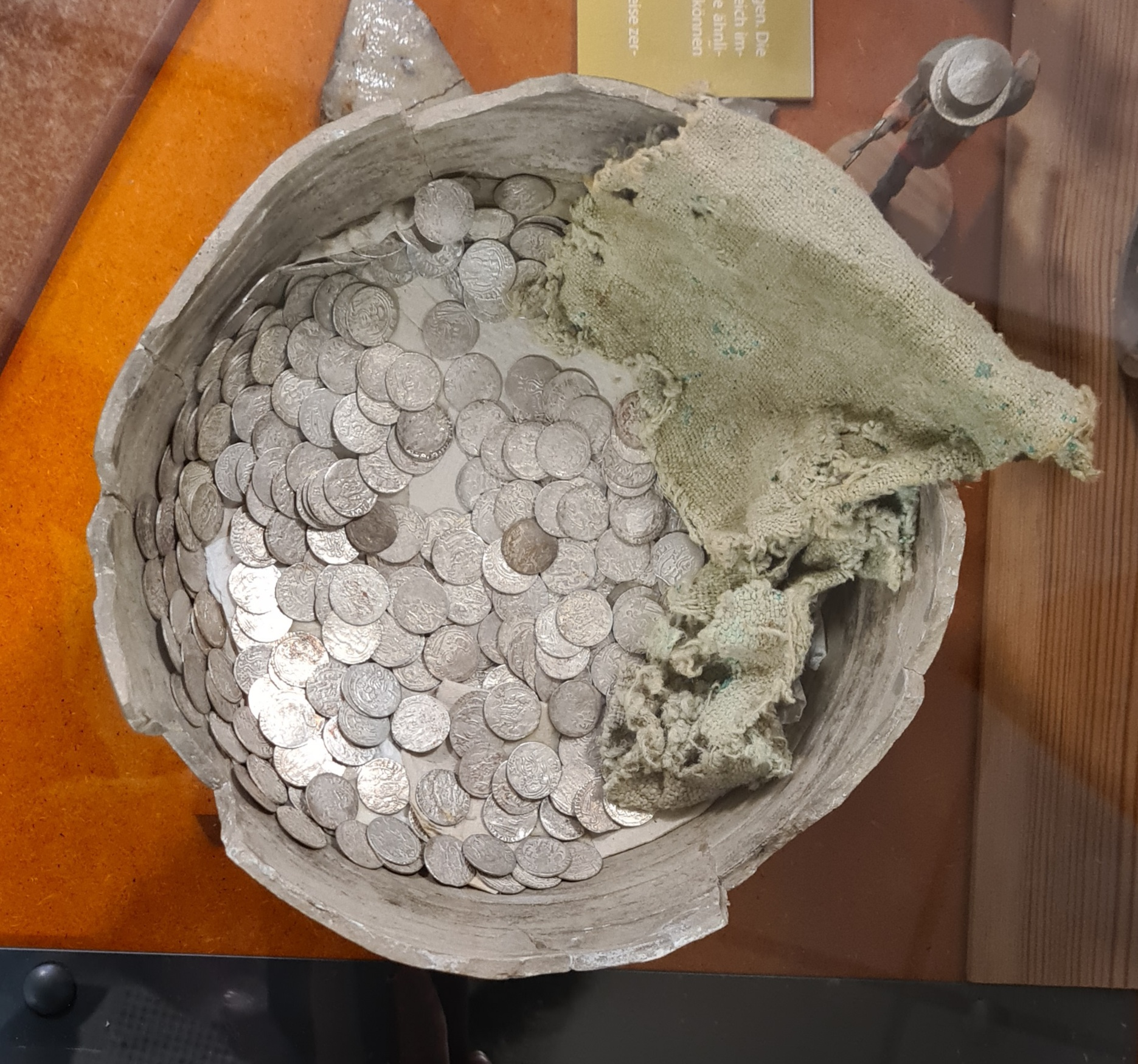
Asendorfer Münzfund

Schwerpunkte des Ausstellungsangebotes sind altes Handwerk, alte bäuerliche Produktionsmethoden, Hauswirtschaft, Kinderleben, Schulgeschichte, Vor- und Frühgeschichte und Naturkunde. Es werden über 30 verschiedene ländliche Handwerke und Gewerbe präsentiert.
Herausragend im archäologischen Bereich sind die zahlreichen Bronzegefäße aus der römischen Kaiserzeit sowie der Asendorfer Münzfund aus dem Spätmittelalter mit über 6000 Silbermünzen. 
2005 wurde in einem Anbau ein Kindermuseum eröffnet mit einem museumspädagogischen Angebot, Spielmöglichkeiten und einer Dauerausstellung zum Leben von Kindern seit dem Jahr 1800. Der Bau wurde innen und außen einer ländlichen Schule von Anfang des 20. Jahrhunderts nachempfunden. 
Das Kreismuseum bietet über das Jahr verteilt Sonderaktionen an, wie Back- und Aktionstage, Sonderausstellungen und Vorführungen alter Handwerkstechniken. Von Mai bis September besteht an Sonntagen ein Sommergartenbetrieb mit Holzkegelbahn und Bewirtung. 

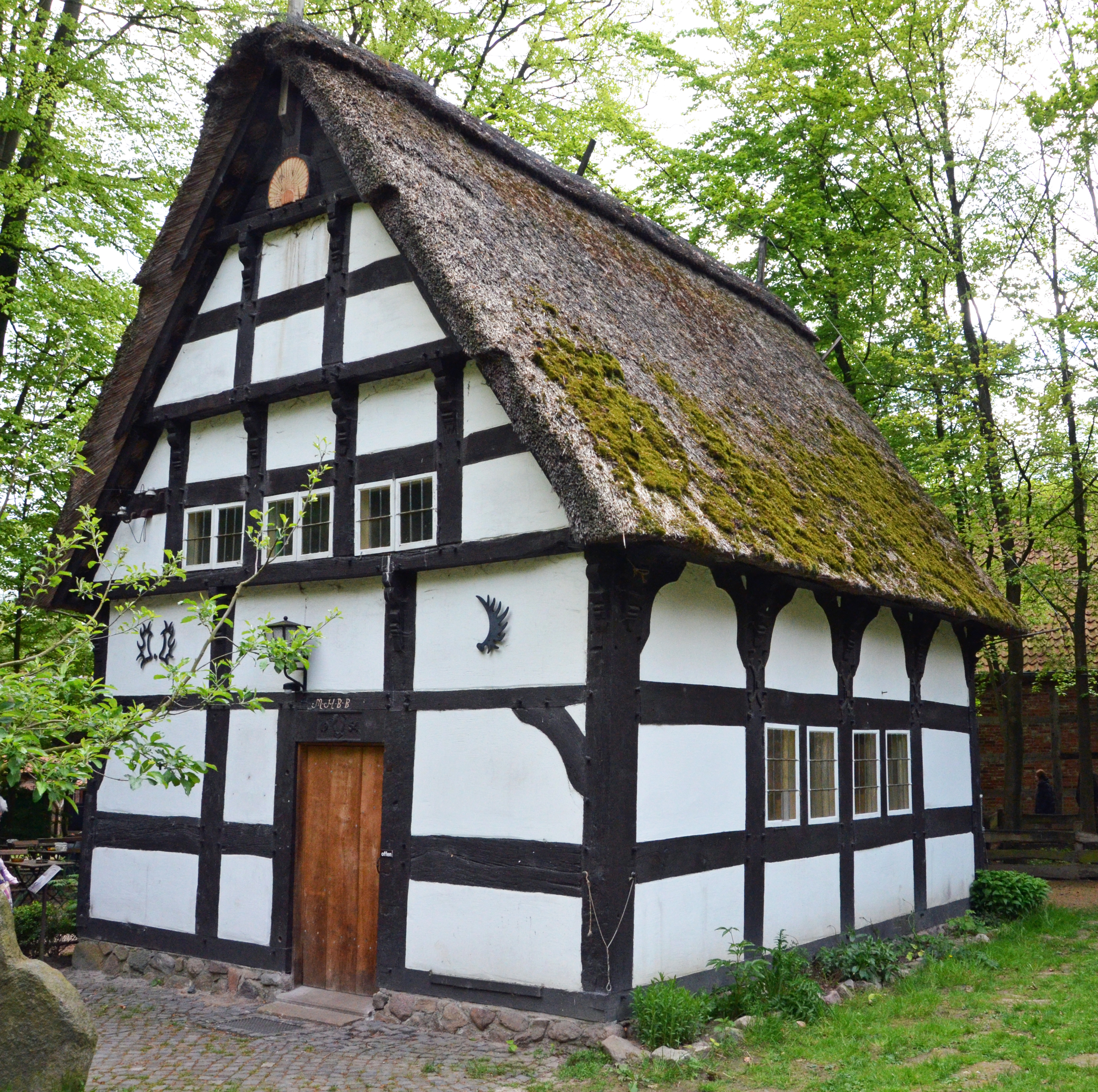
Kleiner Speicher
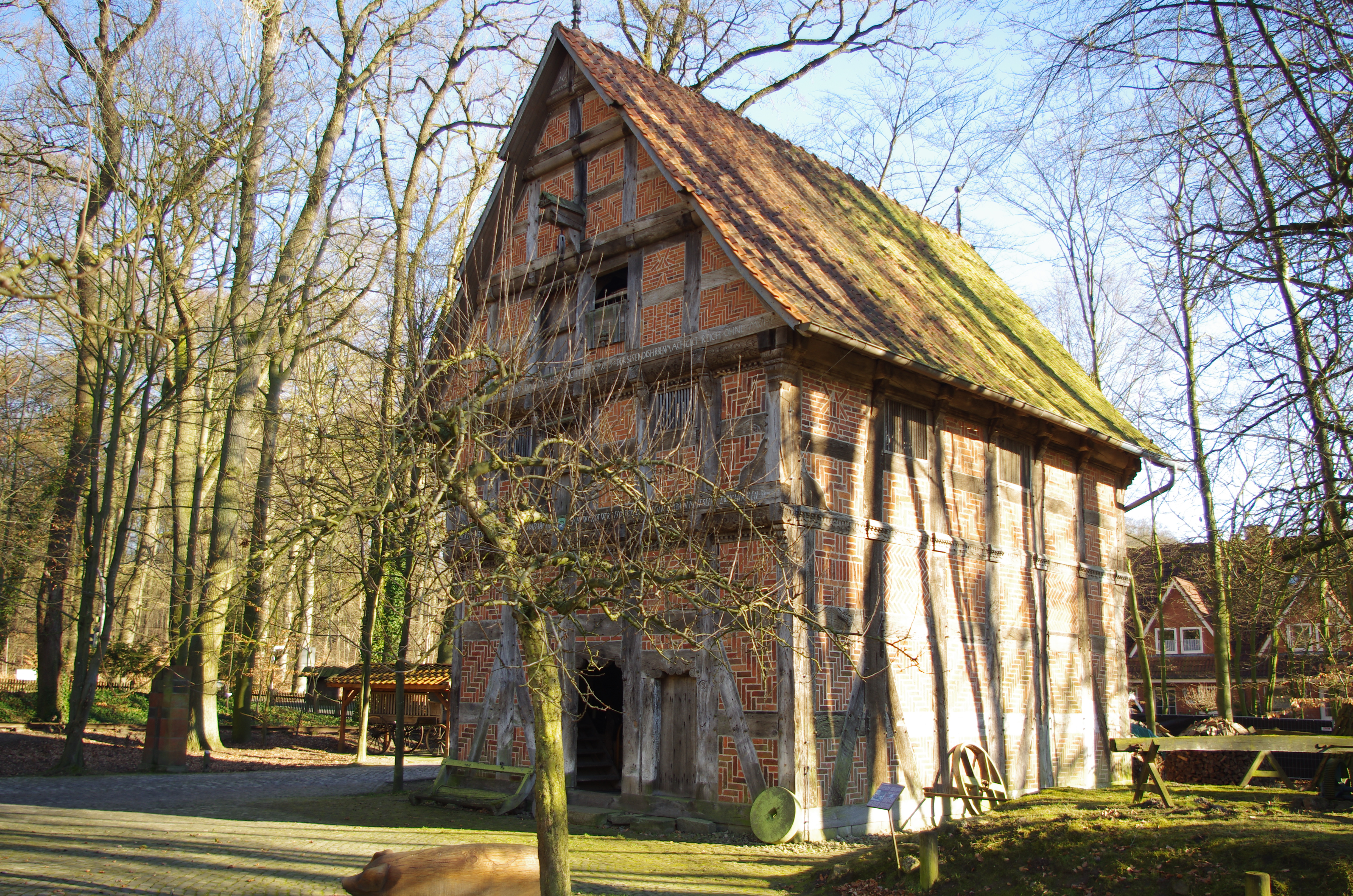
Großer Speicher
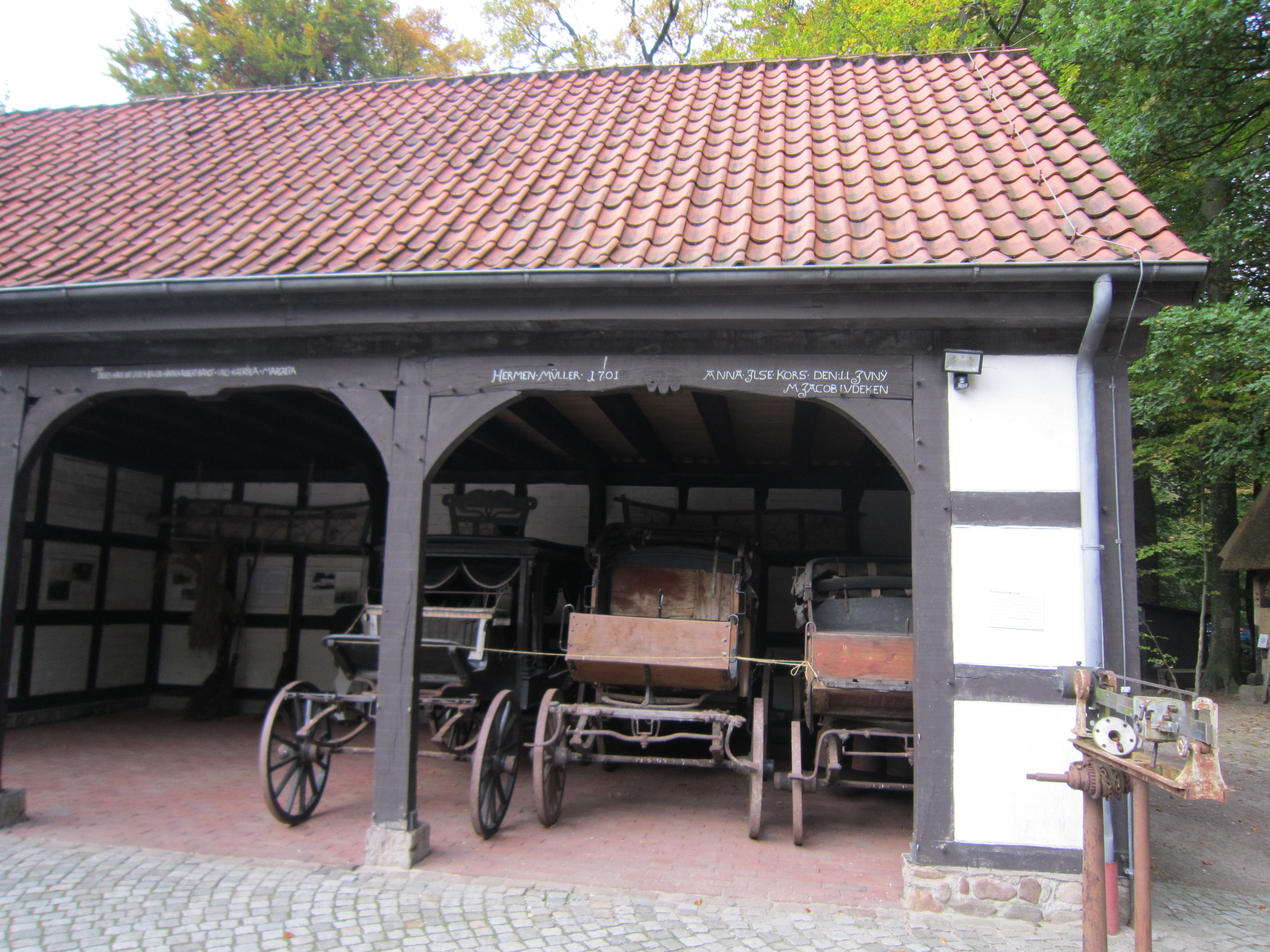
Wagenremise von 1701
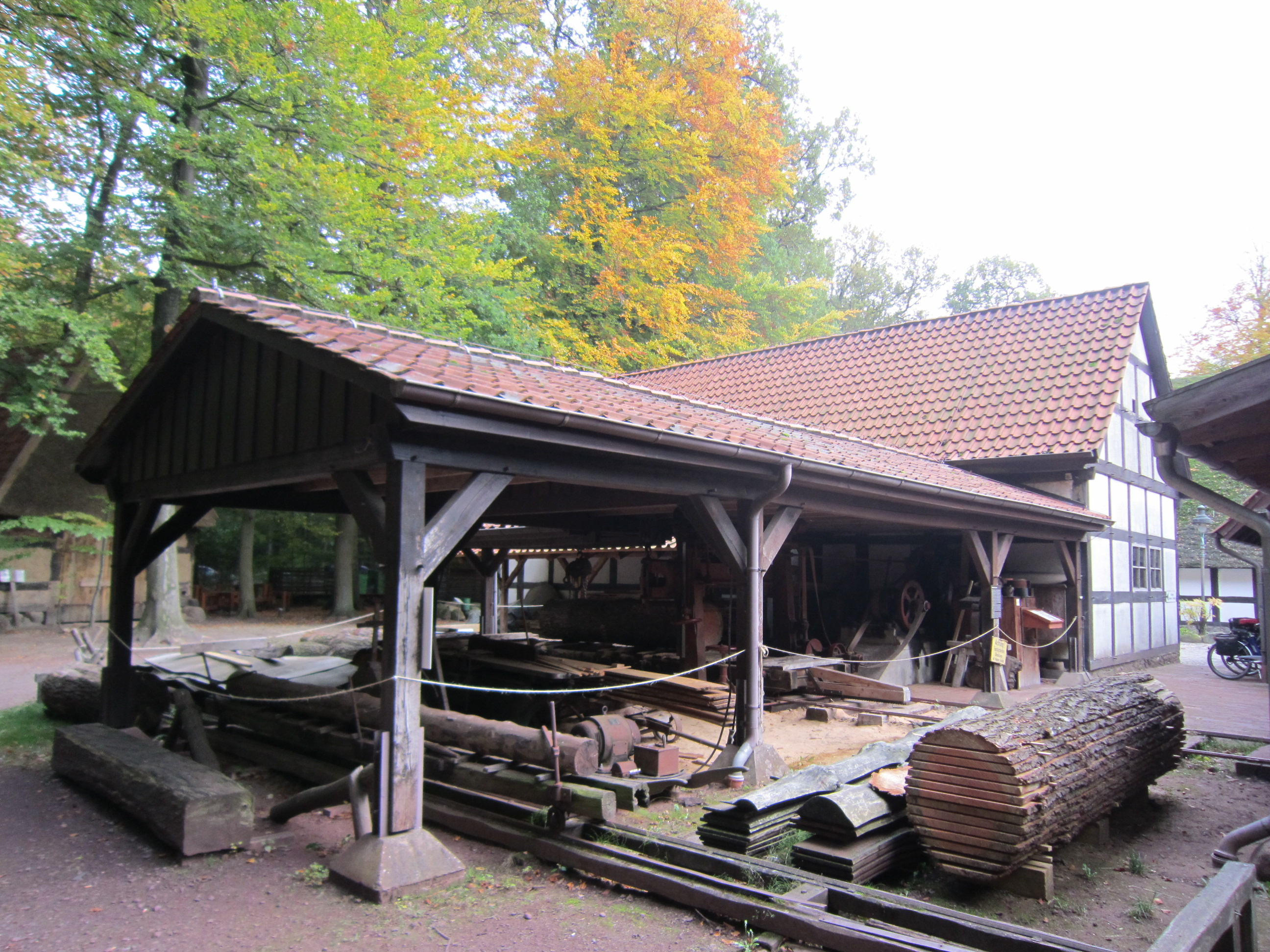
Sägewerk
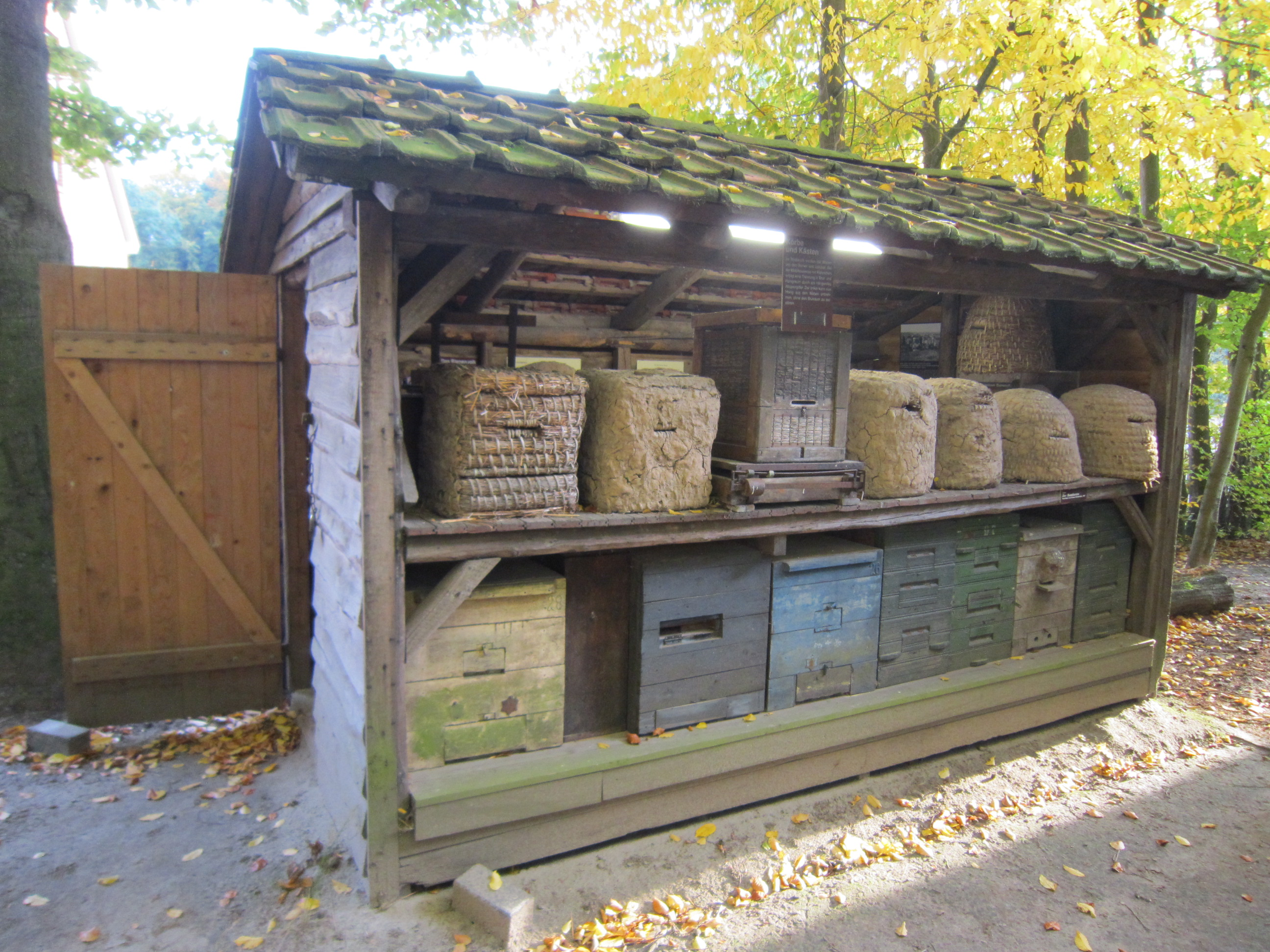
Bienenstand

### Leitung und Mitarbeiter
Als ehrenamtliche Museumsleiter waren Bernhard Dierking (1937–1963) und Ferdinand Salfer (1964–1989) tätig. Hauptamtlicher Leiter war von 1989 bis 2022 Ralf Vogeding, sein Nachfolger ist der Archäologe Nils Meyer. Darüber hinaus engagieren sich neben- und ehrenamtliche Helfer in der Museumspädagogik, bei der Inventarisierung, der Pflege der Ausstellungsgegenstände und bei der Erstellung von Themenbögen.

### MuseumsanbauForum Gesseler Goldhort

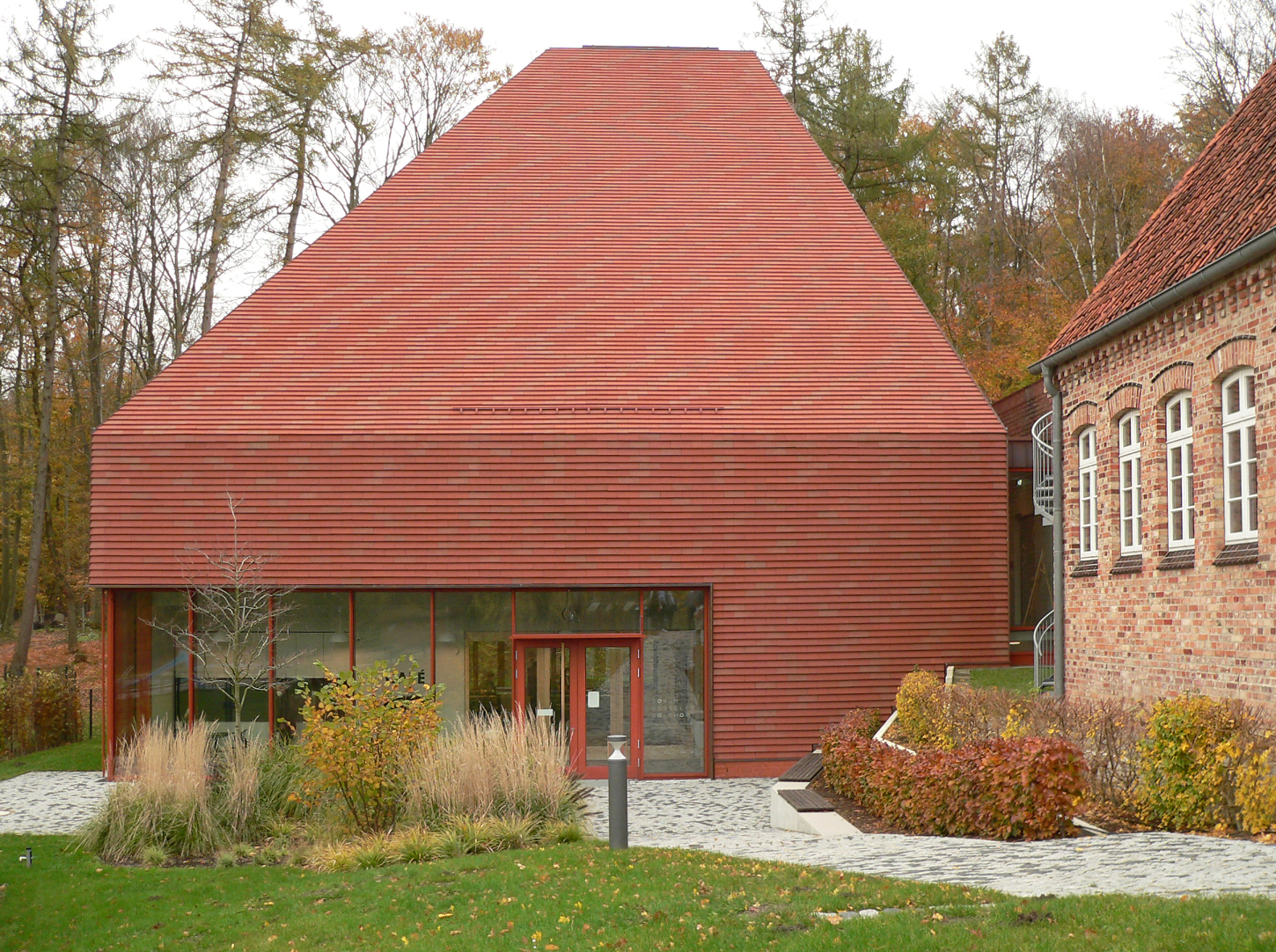
Museumsanbau Forum Gesseler Goldhort

2020 wurde ein Museumsanbau unter der Bezeichnung Forum Gesseler Goldhort eröffnet.
Das für rund 3 Millionen Euro errichtete, 18 Meter hohe monolithische Gebäude dient der
Präsentation des Goldhorts von Gessel. Der 1,7 kg schwere und rund 3300 Jahre alte Hort wurde 2011 nahe dem Syker Ortsteil Gessel beim Bau der NEL-Pipeline gefunden. Der Fund selbst verbleibt wegen seiner besonderen Bedeutung im Niedersächsischen Landesmuseum in Hannover, jedoch sind in Syke Repliken und wechselnde originale Fundstücke als Leihgaben zu sehen. Im Museumsanbau werden darüber hinaus archäologische Untersuchungsmethoden und Fundstücke, die beim Bau der Pipeline im Landkreis Diepholz entdeckt wurden, gezeigt.